# Wredeska palatset

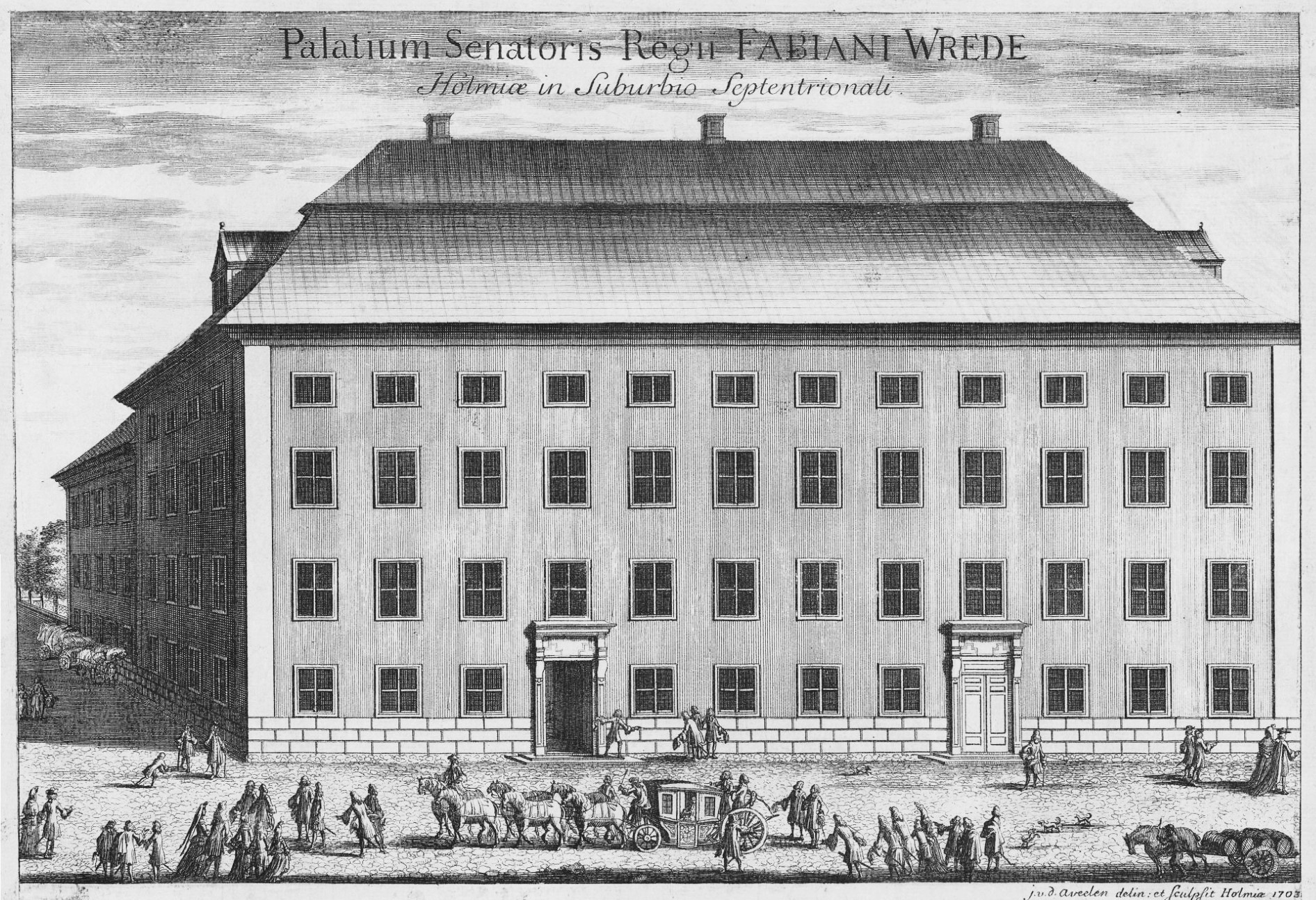
Det ursprungliga Fabian Wredes palats 1703. Ur Suecia antiqua et hodierna.

Wredeska palatset (även Falkenbergska huset och De la Gardieska huset) var en byggnad i Klarakvarteren i Stockholm, som låg på Drottninggatan 29 hörnet Brunkebergsgatan i kvarteret Hägern mindre. Det ursprungliga palatset uppfördes på 1690-talet, troligen med kungliga rådet Fabian Wrede som byggherre, och hade en trädgård på kvarterets västra sida mot Klara sjö. Arkitekt var möjligen Nicodemus Tessin d.y.

## Historik

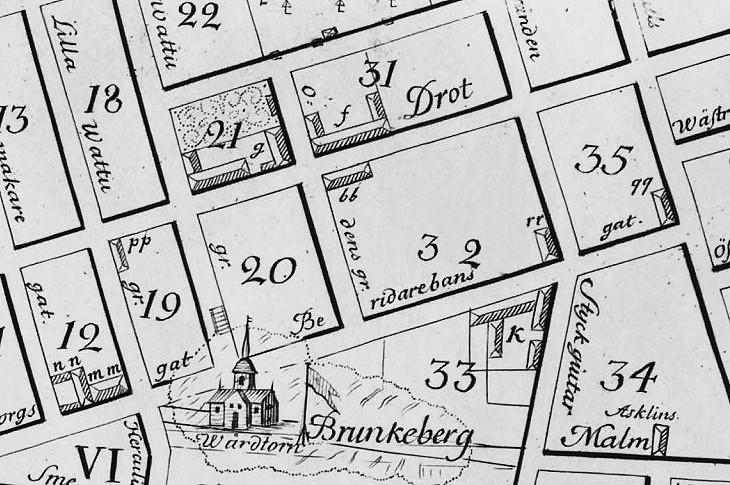
Palatset som "21 g", Petrus Tillaeus karta 1733.

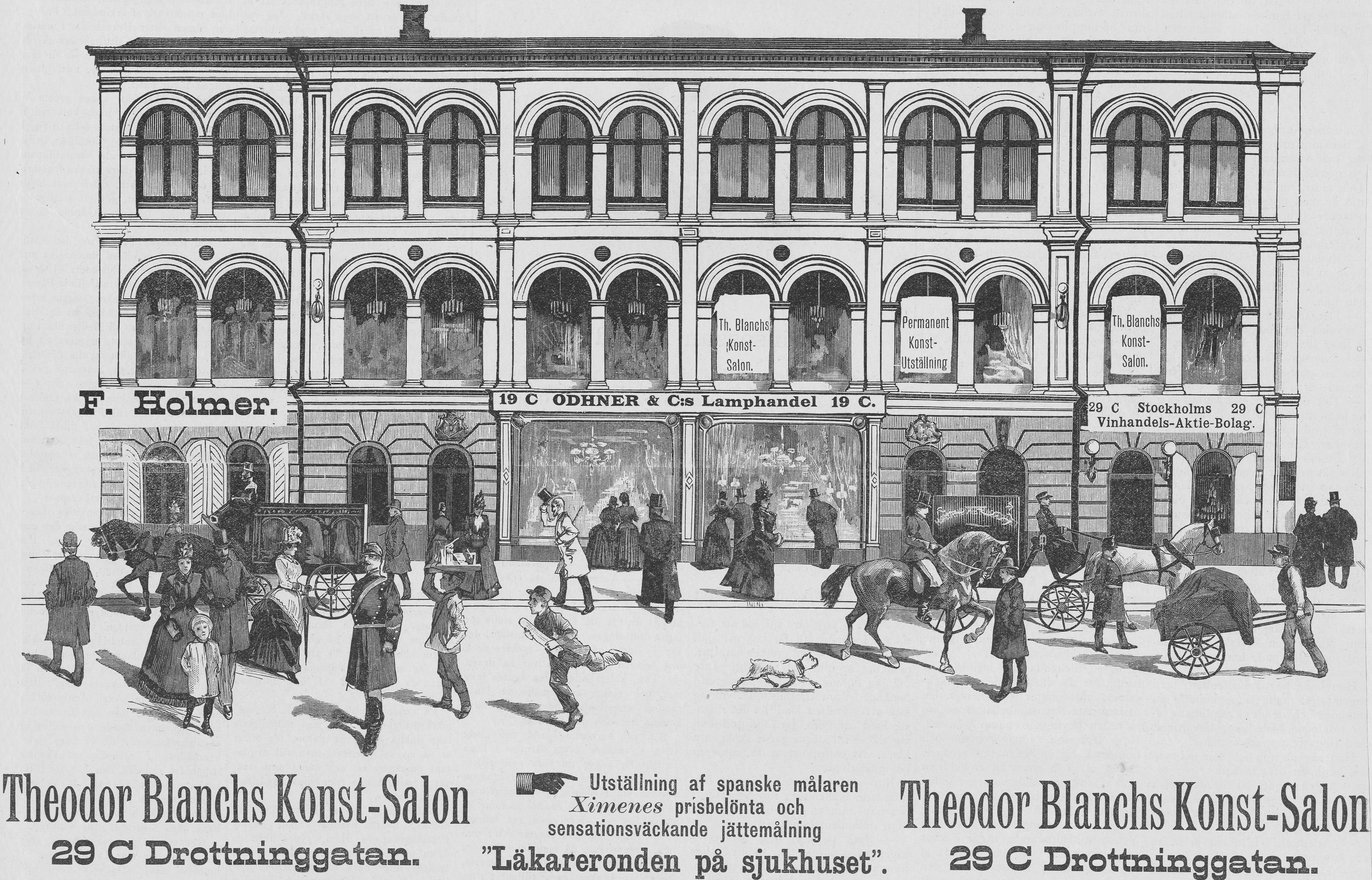
Wredeska palatsets norra del från 1870.

Huset kom senare att inhysa olika utländska beskickningar; 1730 till 1753 kallades det Franska Ministerbostaden. I ägarlängden återfinns även familjen De la Gardie och greve Melcher Falkenberg, efter vilka huset även kom att kallas De la Gardieska respektive Falkenbergska huset.
År 1870 uppfördes en tillbyggnad vid Drottninggatan mot norr. Den delen hade välvda fönster och var i tre våningar, senare påbyggd till fyra våningar. Här inrättades Stockholms schacksalonger där det sista schackpartiet spelades den 31 oktober 1965 innan rivningarna av kvarteret påbörjades. Åren 1906–1934 låg Hotell och Restaurant Kronprinsen i huset.
Wredeska palatset revs i samband med Norrmalmsregleringen 1965–1966. Rivningen kritiserades och kritiker menade att den då närmare 300-åriga byggnaden var väl bevarad sedan uppförandet. Stockholms Stadsmuseum bevarade och flyttade en av palatsets portaler till Hotell Sheratons gård. 
På platsen för Wredeska palatset uppfördes 1969–1971 Sparbankernas hus, efter ritningar av Boijsen & Efvergren arkitektkontor. Byggnaden är grönmärkt av Stadsmuseet i Stockholm vilket innebär att den bedöms vara "särskilt värdefull från historisk, kulturhistorisk, miljömässig eller konstnärlig synpunkt".

## Bilder

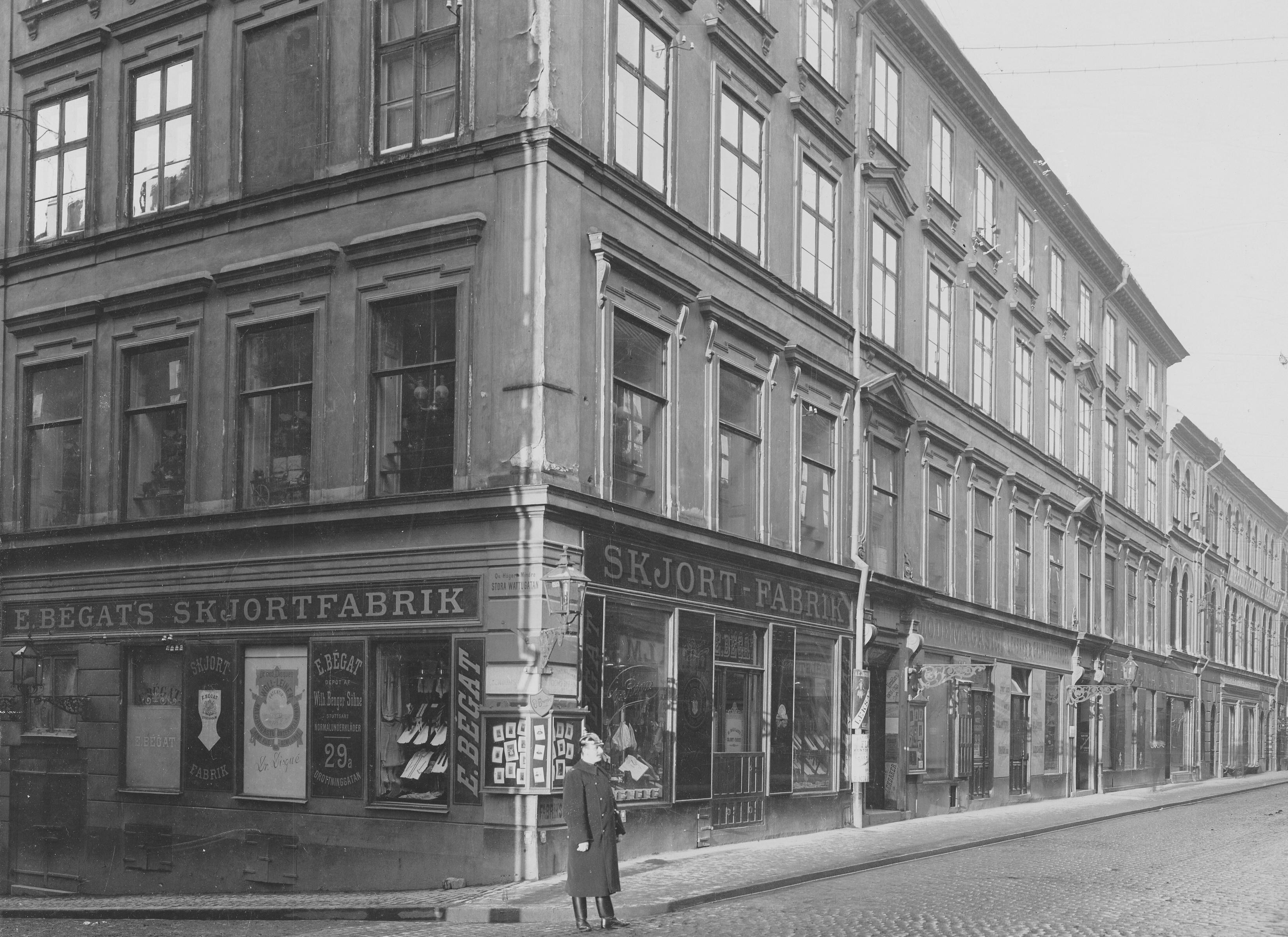
Byggnaden ca 1910, sedd från söder.
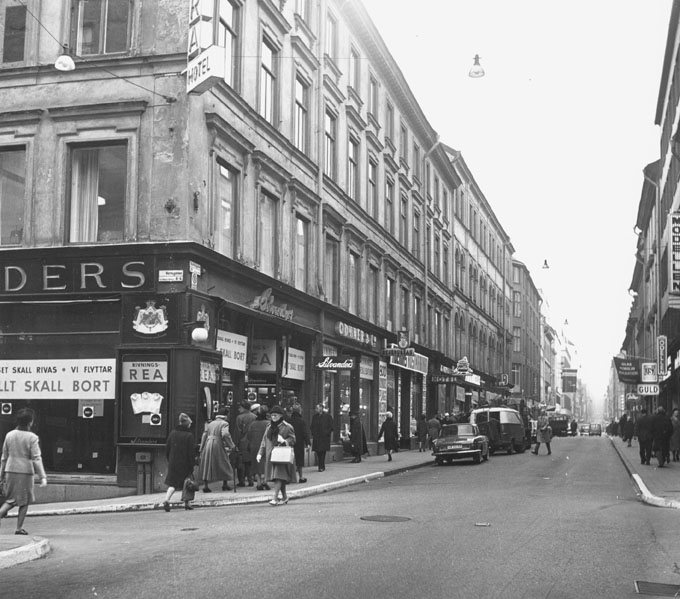
Byggnaden 1965, sedd från söder.
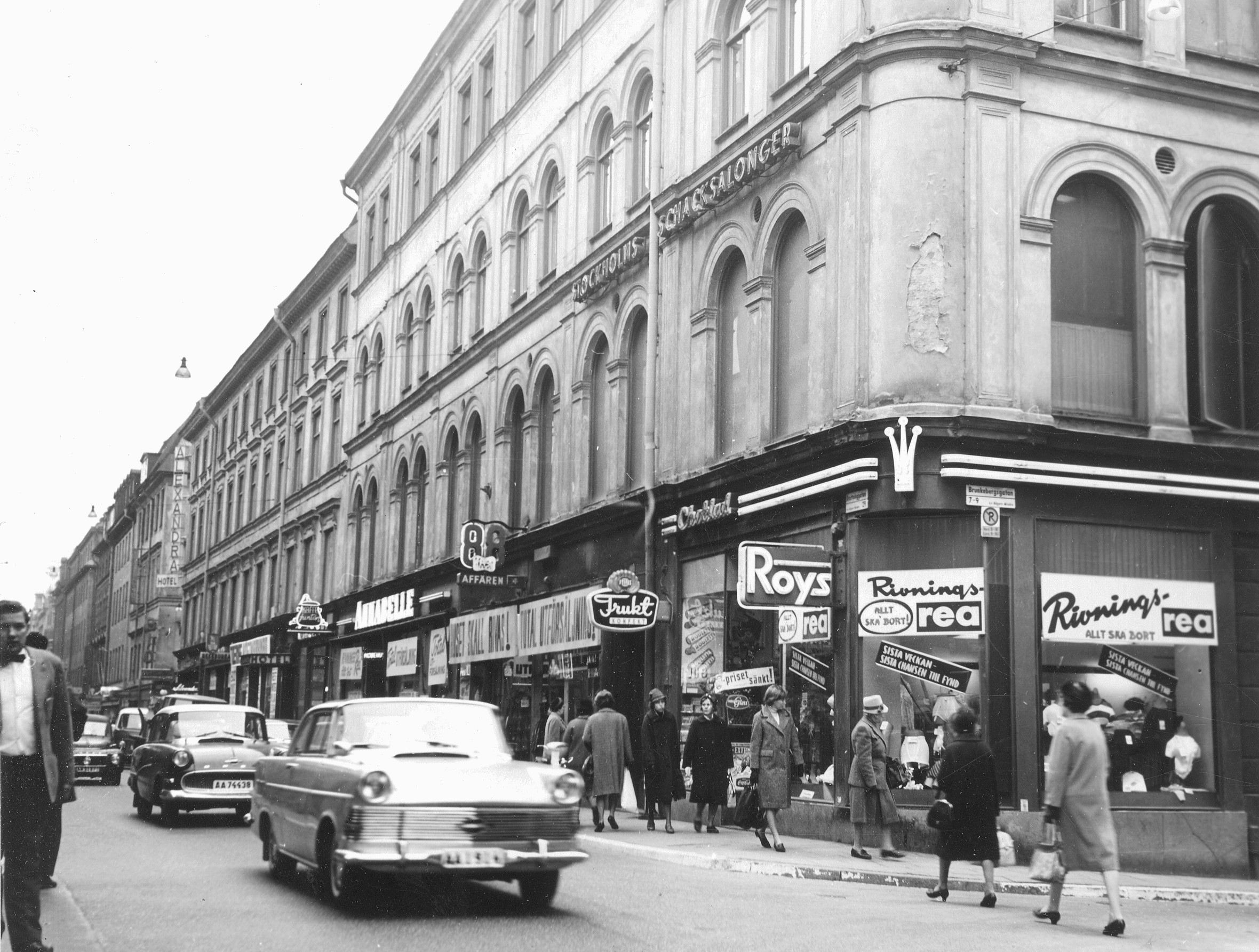
Byggnaden 1965, sedd från norr.
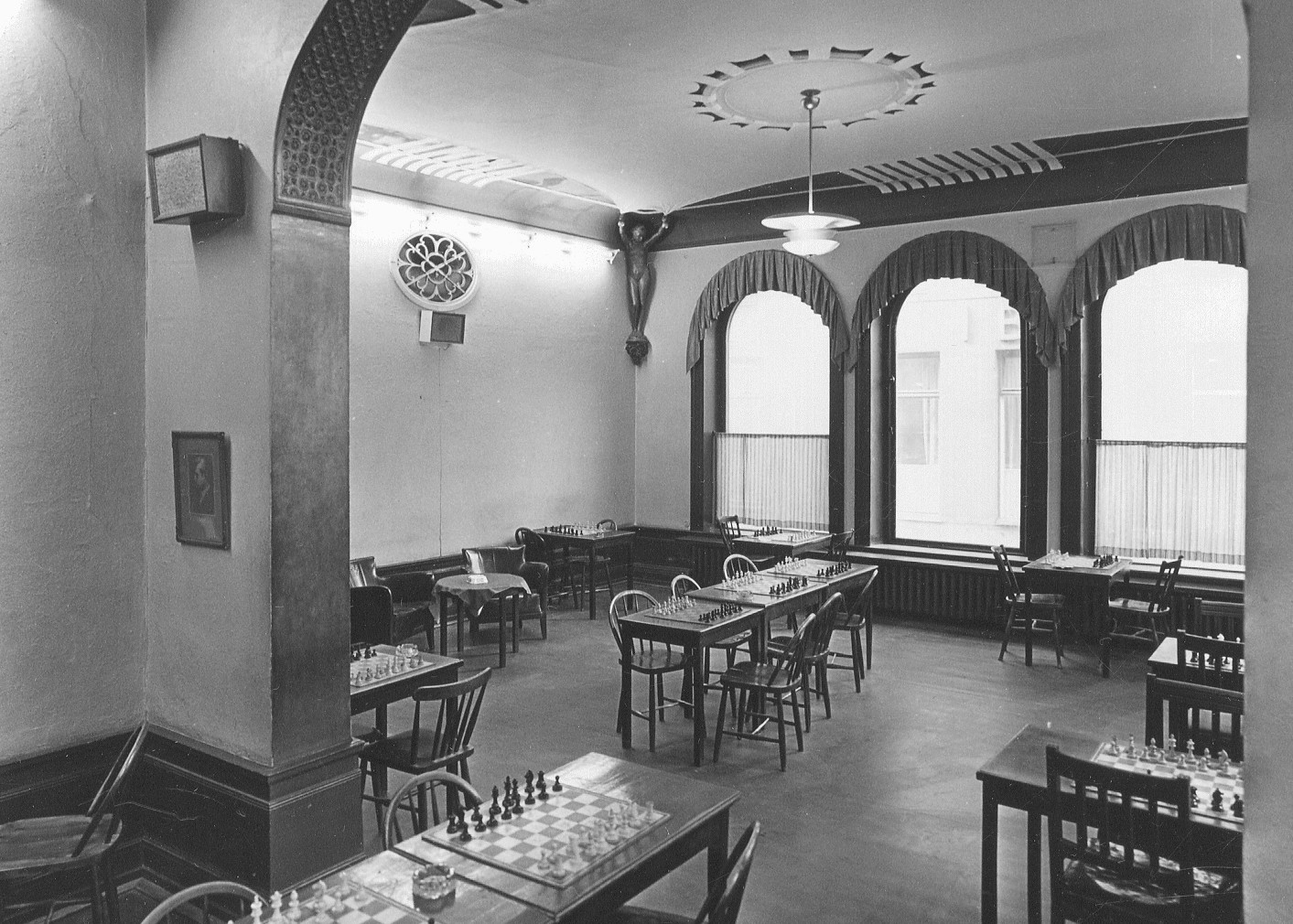
Stockholms schacksalonger, 1965